# 聖神中央教会事件
聖神中央教会事件（せいしんちゅうおうきょうかいじけん）は、2005年（平成17年）に発覚した性犯罪事件。キリスト教系新宗教団体である聖神中央教会の在日韓国人の主管牧師が起こした犯罪である。主管牧師たる地位を乱用、常習的に犯行を重ねており信者の少女7人に対して計22件の性的暴行を繰り返したとされる事件で、強姦、同未遂、準強姦の罪に問われた。

## 事件の概要
主管牧師は1988年に信者の娘を性的虐待したことが問題となり、一時韓国に逃亡していた前歴があり、以前から性犯罪とは無縁の人物ではなかった。
今回の犯罪発覚の直接のきっかけとなったのは、主管牧師に強姦された女児同士で交わされた電子メールを第三者が見たことであった。内容は下記の通りである。
「イエス様の教えを友達に伝えたい。でも、もし友達が私と同じ目にあったら、と思うと教会に連れて来ることはできない」
「主管牧師には従順であれ、と言われるけど、こんな行為にまで従順でなければならないのですか」
以降、教会内で主管牧師に対して疑問を持つ牧師が、カルトカウンセラーであるニューライフキリスト教会の牧師によるカウンセリングを受けていく中で、徐々に主管牧師の犯罪の実態が明らかにされ、一部の牧師や信徒内にも広まっていった。性的虐待の噂を聞いた1人の女児保護者は、女児本人に確認し被害を認めた。これに激怒した保護者は1人で直接、主管牧師のいる牧師室に押し掛けて事情の説明と謝罪を求めたが、「事実無根であり子供達が嘘をついている」と語った上、女児たちを教会を破壊する悪魔呼ばわりした。当時の教会幹部であった長老・副牧師などは主管牧師の言葉を信じ、保護者・被害者の話を聞き入れようとはしなかった。こういった教会の対応に対し、以前より不信を持っていた牧師・伝道師が被害者家族と共に、現在の宗教トラブル相談センター（アッセンブリー京都教会）に相談し、残っている信徒の脱会援助や被害者のカウンセリングなどを行いながら京都府警に告訴した。

## 犯行の手口
主管牧師の性的虐待は、1991年頃から始まった。当初は成人女性が対象だったが、次第に低年齢化し、小学生までも対象になった。
主管牧師は宗教的カリスマにより被害者を心服させた後、「霊肉祝福」「これは祝福だ」、「拒否すると地獄に落ちる」と称して性的虐待を行った。それでも拒否した場合は、「この娘には悪魔が憑いてる！」と触れ回わることで、精神的に拒否できない状況に追い込んでいった。

## その後の顛末
2005年4月6日、主管牧師が女児に対する強姦容疑で逮捕された。後に女性幹部2名（うち1名は獄中の主管牧師と結婚）も逮捕された。
2005年4月13日夜、聖神中央教会の臨時信徒総会が開かれ、主管牧師の代表役員を解任する方針で決めた。
2005年4月17日夜、聖神中央教会の臨時信徒総会が再度開かれ、改めて主管牧師の代表役員解任を議決した。教会規約では、代表役員解任には全牧師と信者の3分の2以上の議決が必要と定められているが、13日夜の臨時総会では教会側が信者総数を把握しておらず、京都府から手続きの不備を指摘されていたため、今回の総会に出席した信者の委任状を取った上で議決を行った。
2005年4月26日、別の女児にも暴行を繰り返していたとして、準強姦、強姦などの容疑で主管牧師を再逮捕した。
2005年6月20日、京都府警は主管牧師を元信者女児5人に対する婦女暴行容疑など計11件を最終送検した。この追送検により、一連の捜査は終結した。これ以外にも、6人7件の被害を認定したが、時効を迎えたことや告訴がなかったことなどで立件を見送った。

## 裁判
2005年6月21日、京都地裁で主管牧師に対する裁判の初公判が開かれ、罪状認否で主管牧師は「今日の段階では何も申し上げることはできません」と述べた。
検察側は冒頭陳述で、主管牧師が教団内の絶対的な地位を背景に一連の犯行を繰り返していた状況を明らかにした。一方、弁護側は「現段階では意見を留保させていただきたい」と述べ、主管牧師と同じく罪状認否を留保し、8月23日の次回公判で対応を明らかにする方針を示した。
2006年2月21日、京都地裁は主管牧師に懲役20年の判決を言い渡した。
判決では「被告に逆らうことは神に逆らうことを意味し、従順でなければ神の祝福を受けられず、恐ろしい地獄に落ちると信じていた」と述べ、宗教下によるマインドコントロールにより、被告の要求を拒否するなどといった抵抗を行うことは不可能だったとして準強姦罪の成立を認めた。その上で「被害者が神に近い存在として見ていた主管牧師の地位を乱用して常習的に犯行を繰り返していたもので、性犯罪の中でも類を見ないほど悪質」と断罪した。
主管牧師は控訴しなかったため、3月8日に懲役20年の判決が確定した。

## 事件報道について
逮捕直後の2005年4月6日付新聞報道では、『産経新聞』は「韓国籍の（本名）容疑者」（ただし、産経大阪版は6日（水）の夕方のみ「（通名）こと（本名）容疑者」の併記、のち通名のみ報道）、『読売新聞』は「（本名）容疑者」、『毎日新聞』は「（通名）こと（本名）容疑者」、『朝日新聞』は「（通名）容疑者」としており、『朝日新聞』など一部報道機関では本名を報道しない、いわゆる通名報道を行っている。これらの報道について大阪市立大学大学院の朴一（パク・イル）教授はゲストコメンテータとして出演したTV番組内で「ああいう犯罪をした時に在日コリアンの出自を暴くというマスコミのね。やり方っていうものはいかがなものかと私は思うんですよ」と本名での報道を批判している。
なお、この事件に関して地元の『京都新聞』においては一度も韓国籍であることは書かれず通名で報道されたが、系列の京都放送（KBS京都）のニュースでは本名で報道されていた。